# Dušan Benko
Dušan Benko, slovenski novinar, urednik in zunanjepolitični komentator, * 9. september 1919, Zidani Most, † 25. januar 2016.

## Življenje in delo
Pred vojno je študiral pravo, v letih 1941−1945 pa je bil v nemških taboriščih za vojne ujetnike. Po osvoboditvi je delal v uradu za informacije vlade Ljudske republike Slovenije (1945-1947) in bil v času zaostrenega odnosa z Avstrijo zaradi koroškega vprašanja dopisnik Ljudske pravice na Dunaju (1948) in Tanjuga v Celovcu (1948-1950). Potem je delal kot novinar, dopisnik in urednik zunanjepolitičnih rubrik pri časopisih Ljudska pravica (1950-1953) in Slovenski poročevalec (1953-1958). Kot glavni urednik Tedenske tribune (1958-1960) in ITD (1970-1974) je začrtal vsebinske zasnove razvijajočega se informativnega tiska. Vrsto let je bil odgovorni urednik
Dela (1961-1970) nato urednik zunanjepolitičnega uredništva Radia Ljubljana (1974-1979). Za dosežke v novinarstvu je prejel več nagrad. 

Njegov brat je bil utemeljitelj znanosti o mednarodnih odnosih v Sloveniji, zaslužni profesor Vlado Benko.